# Ґожиці-Великі
Ґожиці-Великі (пол. Gorzyce Wielkie) — село в Польщі, у гміні Острув-Велькопольський Островського повіту Великопольського воєводства.
Населення — 2352 особи (2011).

## Демографія
Демографічна структура станом на 31 березня 2011 року:
|          | Загалом | Допрацездатний вік | Працездатний вік | Постпрацездатний вік |
| -------- | ------- | ------------------ | ---------------- | -------------------- |
| Чоловіки | 1144    | 254                | 787              | 103                  |
| Жінки    | 1208    | 255                | 713              | 240                  |
| Разом    | 2352    | 509                | 1500             | 343                  |